# Мищенко, Александр Павлович (экономист)
Александр Павлович Мищенко (26 марта 1948 — 17 июня 2012) — профессор, кандидат технических наук, доктор экономических наук, проректор по научно-исследовательской работе КГФЭИ, заведующий кафедрой маркетинга в КГФЭИ.

## Профессиональная деятельность
Окончил факультет автоматизации КАИ им. Туполева.
В качестве преподавателя ВУЗа работал с 1980 года. За этот период участвовал в создании кафедры менеджмента в Казанском институте Российского государственного торгово-экономического университета и был её первым заведующим. Затем после защиты докторской диссертации возглавил в том же институте кафедру коммерческой деятельности на рынке товаров и услуг.
С 2003 по 2012 год — заведующий кафедрой маркетинга КГФЭИ. В годы руководства Мищенко кафедра начала организацию ежегодных международных научно-практических конференций «Маркетинг и общество» и ежегодных Всероссийских олимпиад по маркетингу среди студентов старших курсов, а в 2009 году при ней был открыт Научно-образовательный центр «Предпринимательство и маркетинг». Мищенко был также проректором КГФЭИ по научно-исследовательской работе. Преподавал в МВА при КГФЭИ дисциплины маркетинг, логистика, коммерческая деятельность, осуществлял руководство квалификационными работами. Принял активное участие в организации и проведении научно-практических конференций и студенческих олимпиад по маркетингу на международном и российском уровне.

## Область научных интересов
Проводил научные исследования в области формирования эффективных экономических связей между субъектами хозяйствования в условиях инвариантности трансакционных затрат. Значительное место в своих исследованиях Мищенко А. П. уделял формированию рациональных организационных структур предприятий различных конфигураций.
Направление преподавания: маркетинг, логистика, коммерческая деятельность, экономика.
Список научных трудов содержит 138 наименований, в том числе 8 монографий по современным проблемам маркетинга и экономики и 17 учебных пособий, в том числе 4 учебных пособий с грифом УМО.

## Научная школа
Являлся членом УМО по образованию в области коммерции и маркетинга, членом двух докторских диссертационных советов при КГФЭИ и КГТУ по экономике, а также членом экспертного совета технопарка «Идея» г. Казань.
По проблемам рациональных организационных структур предприятий различных конфигураций им подготовлено ряд кандидатов экономических наук.
Мищенко систематически участвовал в рецензировании кандидатских и докторских диссертаций, монографий, методических разработок, выступал в качестве оппонента на защитах кандидатских и докторских диссертаций в КГФЭИ и других вузах Российской Федерации. За время работы Мищенко на кафедре маркетинга КГФЭИ он подготовил 12 кандидатов и одного доктора экономических наук.

## Награды
Имеет почётное звание «Заслуженный экономист РТ».

## Память
В марте 2013 года, к 60-летию учёного, в Казанском федеральном университете состоялась Всероссийская научно-практическая конференция «Научные чтения имени профессора А. П. Мищенко».